# Stormen på Genesaret sø
Kristus i Stormen på Genesaret Sø er et oliemaleri på lærred fra 1633 af den hollandske guldaldermaler Rembrandt van Rijn. Det er klassificeret som et historiemaleri og er blandt de største og tidligste af Rembrandts værker. Den blev købt af Bernard Berenson til Isabella Stewart Gardner i 1869 og blev vist på Isabella Stewart Gardner Museum i Boston før det sammen med tolv andre værker blev stjålet i 1990; de mangler alle stadig i samlingen. Maleriet skildrer den bibelske begivenhed, hvor Jesus stillede stormen på Genesaret Sø, som det er beskrevet i Markusevangeliets fjerde kapitel. Det er Rembrandts eneste marinemaleri.

## Dusør
Da Gardners testamente dikterede, at intet i hendes samling måtte flyttes, hvorfor de tomme rammer til de stjålne malerier bliver hængende på deres respektive pladser i museet som pladsholdere for deres potentielle tilbagevenden. På grund af museets lave midler og manglen på en forsikringspolice, anmodede direktøren om hjælp fra auktionshusene Sotheby's og Christie's til at udbetale en belønning på $1 million inden for tre dage. Dette blev øget til $5 millioner i 1997. I 2017 blev det fordoblet til $10 millioner med en udløbsdato sat til slutningen af året. Denne belønning blev forlænget efter en strøm af tips fra offentligheden. Det er den største dusør, der nogensinde er blevet tilbudt af en privat institution. Belønningen er for "information, der direkte fører til genvinding af alle [deres] genstande i god stand." Føderale anklagere har udtalt, at enhver, der villigt returnerer genstandene, vil ikke blive retsforfulgt. Forældelsesfristen udløb også i 1995, så tyvene og alle andre, der deltog i tyveriet, kan ikke retsforfølges.

## Forklarende noter
1. ↑  Gardner-museets dusør er kun blevet overskredet af den amerikanske regerings dusør på 25 millioner dollars for Osama bin Laden.[10]